# Carabodes pulcher
Carabodes pulcher är en kvalsterart som beskrevs av Bernini 1976. Carabodes pulcher ingår i släktet Carabodes och familjen Carabodidae.

## Underarter
Arten delas in i följande underarter:
- C. p. pulcher
- C. p. occidentalis